# David Clunie
David Clunie (Edimburgo, Escocia, 16 de marzo de 1948-23 de abril de 2025) fue un futbolista escocés que jugó en la posición de centrocampista.

## Carrera deportiva

### Club
| Periodo   | Club               | Apariciones | Goles |
| --------- | ------------------ | ----------- | ----- |
| 1966-1977 | Hearts             | 224         | 5     |
| 1977      | Berwick Rangers FC | 1           | 0     |
| 1977-1978 | St Johnstone FC    | 34          | 0     |

### Selección nacional
Jugó para Escocia en la categoría sub-23 en dos ocasiones en 1970.